# Santo (protetor)
Flávio Santo (em latim: Flavius Sanctus) foi um oficial romano ativo no século IV ou V. Segundo uma inscrição (10232 = D 9205) erigida por sua esposa Aurélia Amínia em Sirmio, onde provavelmente residiram, Santo serviu no número dos Jóvios ou Jovianos e então tornou-se protetor desse destacamento. Ele faleceu aos 50 anos em Aquileia, na Itália.